# (6259) Maillol
(6259) Maillol est un astéroïde de la ceinture principale.

## Description
(6259) Maillol est un astéroïde de la ceinture principale. Il fut découvert le 30 septembre 1973 à l'observatoire Palomar par Cornelis Johannes van Houten, Ingrid van Houten-Groeneveld et Tom Gehrels. Il présente une orbite caractérisée par un demi-grand axe de 2,28 UA, une excentricité de 0,14 et une inclinaison de 6,7° par rapport à l'écliptique.
Il est nommé d'après le peintre français Aristide Maillol (1861-1944).

## Compléments